# Писаревщина (Черниговская область)
Писаревщина (укр. Писарівщина) — бывшее село в Черниговском районе Черниговской области Украины. Село было подчинено Олишевскому поссовету.

## История
По состоянию на 1987 год население — 10 человек. Решением Черниговского областного совета от 18.12.1996 года село снято с учёта, в связи с переселением жителей.

## География
Было расположено северо-восточнее пгт Олишевка, у одного из магистральных каналов осушительной системы Краснянская (реки Вздвижа). Застройка представлена несколькими отдельно стоящими дворами. На западной окраине расположено кладбище.